# Saint-Aubin-de-Luigné
Saint-Aubin-de-Luigné ist eine Ortschaft und eine Commune déléguée in der französischen Gemeinde Val-du-Layon mit 1.292 Einwohnern (Stand: 1. Januar 2022) im Département Maine-et-Loire in der Region Pays de la Loire. Die Einwohner werden Saint-Aubinois genannt.
Mit Wirkung vom 31. Dezember 2015 wurden die Gemeinden Saint-Aubin-de-Luigné und Saint-Lambert-du-Lattay zu einer Commune nouvelle mit dem Namen Val-du-Layon zusammengelegt. Die Gemeinde Saint-Aubin-de-Luigné gehörte zum Arrondissement Angers. 

## Geographie
Saint-Aubin-de-Luigné liegt etwa 17 Kilometer südsüdwestlich von Angers in den Weinbaugebieten Anjou und Coteaux-du-Layon am Layon.

## Bevölkerungsentwicklung
| Jahr                       | 1962 | 1968 | 1975 | 1982 | 1990 | 1999 | 2006 | 2013 |
| Einwohner                  | 1028 | 945  | 878  | 858  | 853  | 857  | 1045 | 1261 |
| Quellen: Cassini und INSEE |      |      |      |      |      |      |      |      |

## Sehenswürdigkeiten

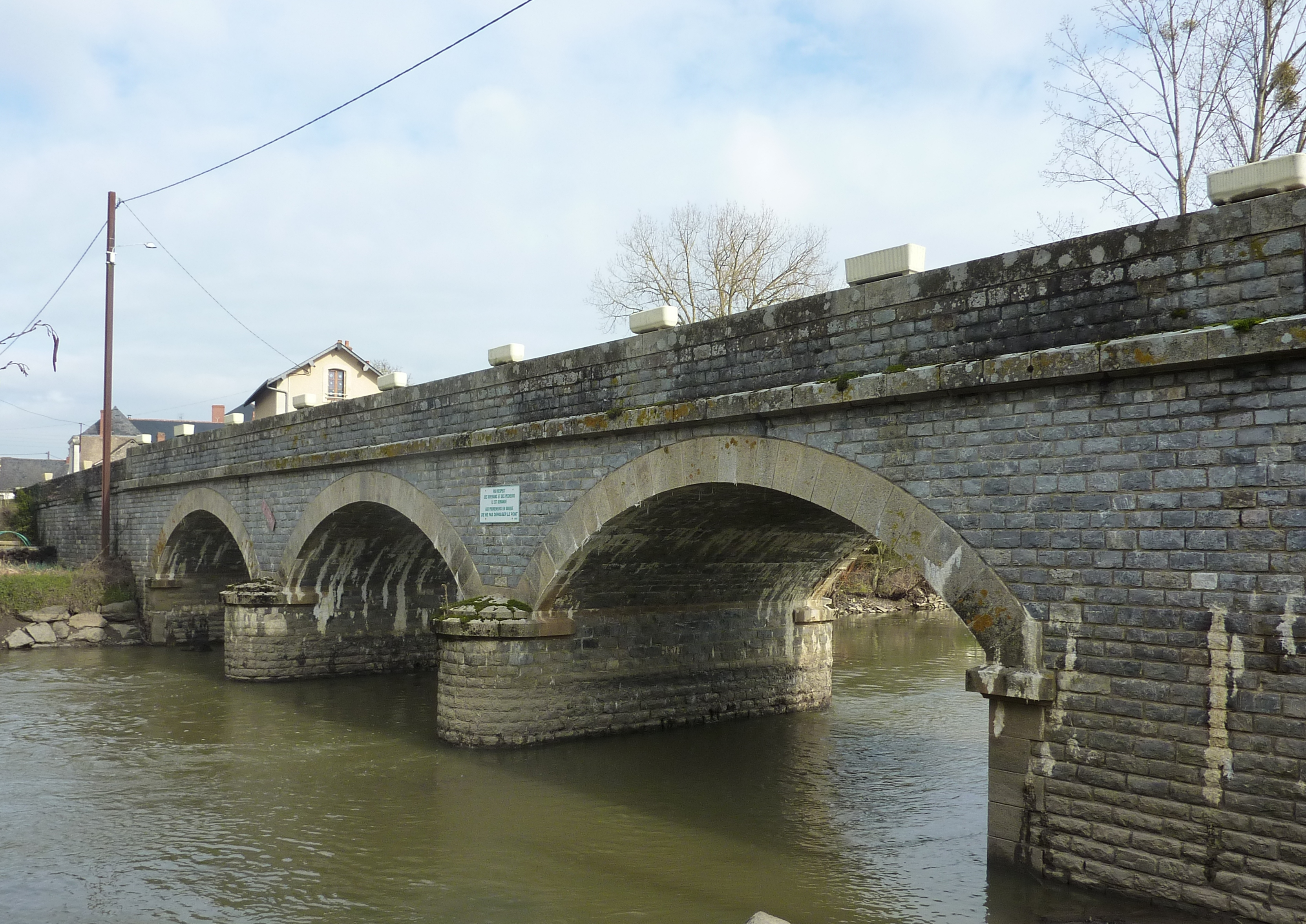
Brücke über den Layon
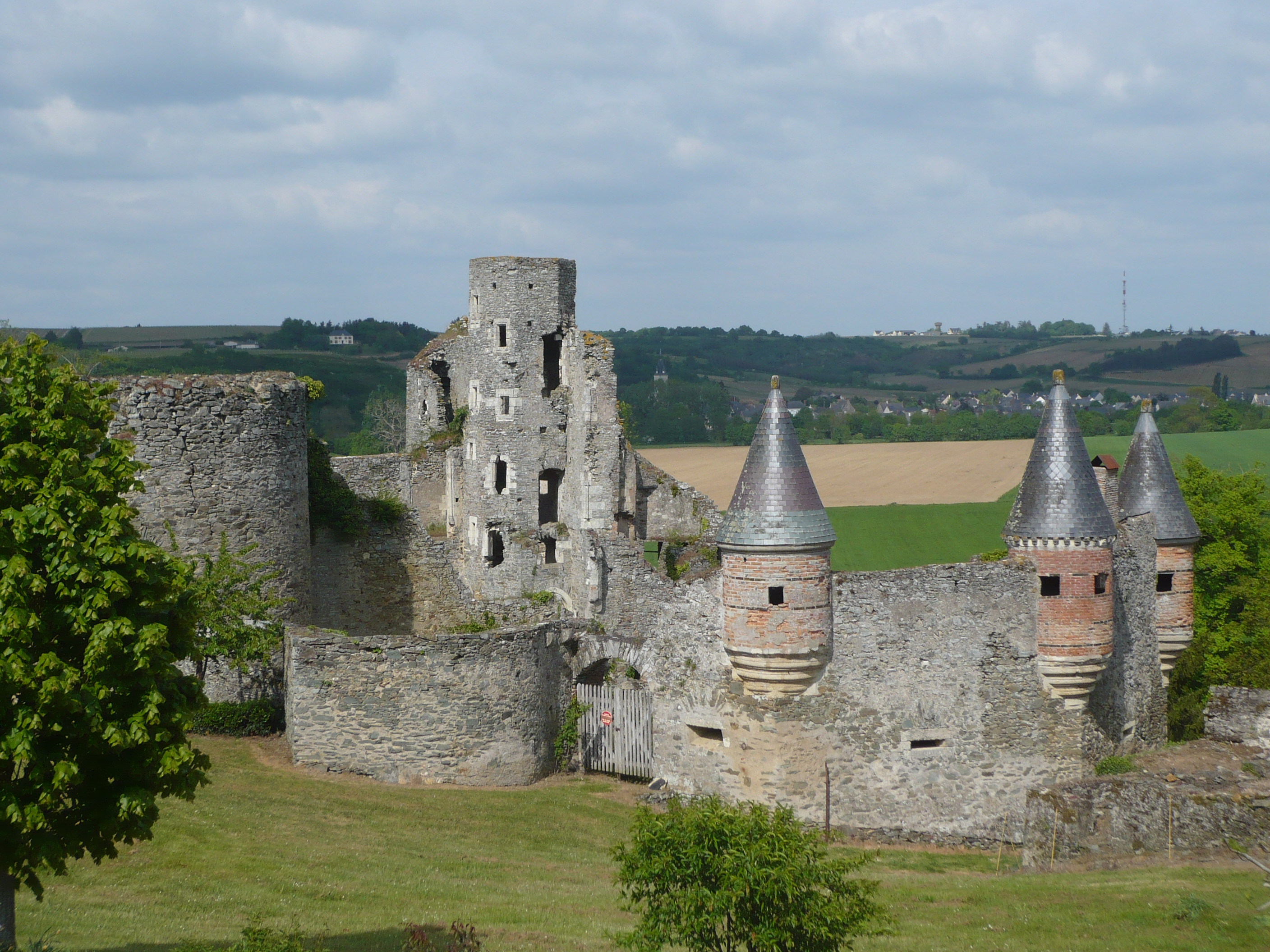
Burg La Haute-Guerche mit Kapelle

- Brücke über den Layon
- Burg La Haute-Guerche